# 貝里山 (帕爾默地)
70°27′S 62°30′W / 70.450°S 62.500°W
貝里山是南極洲的山峰，位於帕爾默地東岸，處於克利福德冰川終點南面，根據美國地質調查局的測量被繪入地圖，以美國研究隊的生物學家命名。